# Дивовка (Брянская область)
Дивовка — село в Ветлевском сельском поселении Мглинского района Брянской области России.
Расположено в 7 километрах от центра сельского поселения — деревни Ветлевка и в 13 километрах — от районного центра города Мглин.
В селе 4 улицы: Мглинская, Молодёжная, Парковая и Школьная.

## История
Согласно одной из версий село основано в 1699 году, согласно другой — под названием Диваничи упоминается уже в начале XVI века в Литовской метрике. До 1781 входило в вторую Почепскую сотню Стародубского полка, кроме того упоминается в составе Мглинской сотни.
С формированием в 1781 году Мглинского уезда Дивовка вошла в его состав, с 1861 года — в Романовской волости. В 1919 году в волости были организованы сельские советы и Дивовка стала административным центром Дивовского сельсовета. После упразднения в 1922 году Мглинского уезда включена в состав Почепского. С ликвидацией Романовской волости в апреле 1924 вместе с остальной её территорией включена в Шумаровскую волость. С 1927 года Дивовка в Мглинской волости Клинцовского уезда. После замены в 1929 году уездов районами в качестве административно-территориальных единиц — в составе Мглинского района.
Через два месяца после начала Великой Отечественной войны Дивовка была оккупирована немецко-фашистскими войсками.
В результате Брянской наступательной операции Советской армии в район Дивовки были стянуты значительные силы отступавших немецких военных частей. Ночью 19 сентября 1943 года отряд партизан атаковал расквартированных фашистских солдат, уничтожив значительную часть из них и нанеся существенный урон технике. На следующий день, 20 сентября, немцы расправились с остававшимися жителями Дивовки, само село было сожжено ими. Всего в эти дни были зверски убиты 308 жителей села. Впоследствии, 6 сентября 2014 года, в Дивовке был установлен монумент памяти погибшим жителям Дивовки.
Дивовка была освобождена Советской армией согласно оперативной сводке Советского информбюро за 22 сентября 1943. Так как все дома села были сожжены, то после его освобождения, спасшиеся жители ютились в вырытой военными землянке. Многие умерли от голода и болезней.
После окончания войны в селе был восстановлен колхоз, начальная школа, постепенно налажена мирная жизнь.
В 1954 году Дивовский сельсовет был упразднён и село вошло в состав сначала Семковского (до 1960 г.), потом Деременского (1960—1965) и Вельжичского сельсоветов (1965—1975). В 1975 году Дивовский сельсовет с центром в Дивовке восстановлен и просуществовал до муниципальной реформы 2005 года.

## Население
| 2010 | 2013 |
| ---- | ---- |
| 406  | ↘401 |

## Объекты инфраструктуры
На территории села действуют: сельскохозяйственный производственный кооператив «Рассвет», 3 магазина, сельская общеобразовательная школа, детский сад, Дивовский дом культуры, сельская библиотека, фельдшерско-акушерский пункт, отделение почтовой связи.